# Cordillera Volcánica (América Central)
Cordillera Volcánica es un importante sistema montañoso que se extiende del noroeste al sureste de Nicaragua y, por el norte y centro de Costa Rica.

## Topónimo
El topónimo "Cordillera de los Marrabios" o "Cadena volcánica de los Marrabios", es más usual en Nicaragua, en donde esta separada de la Cordillera Centroamericana por la amplia depresión tectónica en la cual están sus dos grandes lagos, el Gran Lago de Nicaragua o Cocibolca y el Lago de Managua o Xolotlán.
En Costa Rica es, junto a la cordillera de Guanacaste, más conocida con el nombre de cordillera Central debido a su ubicación.
En el centro-sur de México existe una cordillera de nombre semejante, actualmente llamada cordillera Neovolcánica.

## Cumbres
Tal cual el adjetivo lo señala, las principales cumbres de todo este sistema orográfico son de origen volcánico.
Su mayor altitud se encuentra en el centro de Costa Rica donde se alza el Volcán Irazú (3432 m s. n. m.) seguido de los volcanes Turrialba (3328 m), el Barva (2906 m), el Poás (2704 m s. n. m.).
En territorio nicaragüense se destacan los volcanes San Cristóbal (1745 m), Concepción (1610 m s. n. m.) y Momotombo (1280 m) entre otros.
La región presenta una elevada actividad volcánica y sísmica, las laderas de esta cordillera están cubiertas por diversos pisos de vegetación; en las zonas más elevadas (pese a la latitud tropical) se encuentran coníferas y bosques de roble encino, en los pisos más bajos ha prosperado naturalmente una densa nimbosilva y pluvisilva pero éstas han sido muy degradadas por la actividad humana, existiendo en los valles plantaciones de bananas, maíz, malanga, caña de azúcar, algodón y café.